# La Cervera (Abejuela)
La Cervera es una pedanía de Abejuela, en la comarca de Gúdar-Javalambre de la provincia de Teruel (Aragón, España). A finales del siglo XX se despobló y en el año 2011 no tenía ningún habitante.

## Geografía
Fue el núcleo de población más meridional de Aragón, aunque hoy está despoblado.

## Historia
La Cervera pertenecía originariamente a Andilla. En el siglo XVIII hubo un litigio territorial entre Andilla y Abejuela. Dos sentencias favorables a Abejuela el 15 de enero de 1732 y el 14 de mayo de 1736 modificaron las fronteras entre los reinos de Aragón y Valencia y ensancharon hacia el sur el término de Abejuela haciendo una cuña de unos 4 km en territorio valenciano. La Cervera era dicho ensanchamiento de Abejuela y fue el último territorio en agregarse al Reino de Aragón.